# Popelná hora
Popelná hora (1092 m; dříve též Ušniperk, německy Aschenberg) je hora na Šumavě, 3 km severně od Zadova, okres Prachatice. Na Popelné hoře se nacházejí četné sutě, balvany a skalky, na strmých východních svazích i rozsáhlé kamenné moře. Přímo přes vrchol vede zeleně značená cesta ze Zadova.

## Ochrana přírody
Na severním svahu se rozkládá přírodní rezervace Pod Popelní horou. Hlavním předmětem ochrany zvláště chráněného území jsou sekundární podhorská a horská vřesoviště s výskytem jalovce obecného v mozaice s podhorskými a horskými smilkovými trávníky. Ze zvláště chráněných druhů rostlin zde byly nalezeny prha arnica, běloprstka horská, plavuníky, jalovec obecný, všivec lesní a hadí mord nízký. Ze zvláště chráněných živočichů zde byl zaznamenán rys ostrovid, krkavec velký, ořešník kropenatý, bramborníček hnědý, zmije obecná, užovka obojková, slepýš křehký, ještěrka obecná, ještěrka živorodá a čolek horský.

## Jižní vrchol
Necelý kilometr jižně od vrcholu se nachází druhý vrchol (1087 m n. m., prominence 18 m), oddělený od hlavního severního vrcholu mělkým sedlem. Na jeho jihozápadní rozsoše se vypíná Klostermannova skála s výhledem a pod ní další kamenné moře.